# عزیزآباد (دورود)
عزیزآباد (دورود)، روستایی از توابع بخش سیلاخور شهرستان دورود در استان لرستان ایران است.

## جمعیت
این روستا در دهستان سیلاخور قرار دارد و براساس سرشماری مرکز آمار ایران در سال ۱۳۸۵، جمعیت آن ۳۲۵ نفر (۷۲خانوار) بوده‌است.مردم این روستا از طایفه یاراحمدی می باشند که جزئی از ایل باجلان هستند و لکتبار می باشند